# Suisse aux Jeux olympiques d'été de 1988
L'équipe de Suisse olympique a remporté 4 médailles (2 en argent et 2 en bronze) lors des Jeux olympiques d'été de 1988 à Séoul, se situant à la 33e place des nations au tableau des médailles.
La coureuse de fond Cornelia Bürki est la porte-drapeau d'une délégation suisse comptant 99 sportifs (72 hommes et 27 femmes).

## Liste des médaillés suisses

### Médailles d'or
| Sport              | Discipline | Sportifs | Performance |
| Médailles d'or : 0 |            |          |             |

### Médailles d'argent
| Sport                  | Discipline          | Sportifs                                                             | Performance   |
| Médailles d'argent : 2 |                     |                                                                      |               |
| Aviron                 | Deux de couple      | Ueli Bodenmann Beat Schwerzmann                                      | 6 min 22 s 59 |
| Équitation             | Dressage par équipe | Otto Hofer Daniel Ramseier Samuel Schatzmann Christine Stückelberger |               |

### Médailles de bronze
| Sport                   | Discipline          | Sportifs                | Performance |
| Médailles de bronze : 2 |                     |                         |             |
| Athlétisme              | Lancer du poids     | Werner Günthör          | 21,99 m     |
| Équitation              | Dressage individuel | Christine Stückelberger |             |